# Supernova (jihokorejská hudební skupina)
Supernova (korejsky: 초신성) je jihokorejská chlapecká skupina, která vznikla v rámci společnosti Mnet Media. Debutovali se singlem „Hit“. Skupina má šest členů Sungje, Kwangsoo, Jihyuk, Geonil a Sungmo. Sungmo ale skupinu opustil v roce 2019.
Skupina se skládá ze 6 členů, kteří se specializují na zpěv, tanec, hraní, rap a pop. Debutovali v roce 2007 s písní „Hit“, ale nejvíce se proslavili známou písní „TTL (Time To Love)“, která vznikla ve spolupráci se skupinou T-ARA v roce 2009. V září 2009 Supernova debutovala jako Choshinsei (超新星) v Japonsku pod společností Universal Japan a vydala svůj debutový singl „Kimi Dake wo Zutto“.
Po debutu skupina získala ohromnou popularitu jak v Jižní Koreji, tak i v Japonsku, Thajsku a dalších zemí východní Asie.
Fanoušci Supernovy používají různé verze názvu v různých zemích. V Jižní Koreji je skupina jako Choshinsung (초신성), zatímco v Japonsku jsou známi jako Chōshinsei (超新星), v čínštině jako Chao xin xing (超新星) a v angličtině jako Supernova. Jejich jméno „Supernova“ znamená výbuch hvězdy, která září mnohem více než Slunce. Jméno bylo vybráno ze seznamu fanouškovských příspěvků. Všichni členové měří více než 180cm.
2006: Před debutem
Před debutem to byla původně skupina skládající se z 5 členů pod názvem GM5. Skládala se z těchto členů: Park Geon Il, Kim Sung Je, Kim Kwang Soo, Song Ji Hyuk a Han Ji Hoo. Ještě před debutem opustil Han Ji Hoo skupinu kvůli touze stát se hercem a ke skupině přibyli další 2 členové: Jung Yoon Hak a Kim Jin Chul (nynější leader v F.CUZ - Jinon). V tomto seskupení vystoupili v „BIG4 Concert“ jako GM6. V prosinci 2006 před jejich oficiálním debutem Kim Jin Chul odešel ze skupiny a byl nahrazen starším praktikantem - Yoon Sung Mo.
2007: Debut
21. září 2007 debutovali jako skupina Cho Shin Sung skládající se z těchto členů: Ki Sung Je, Kim Kwang Soo, Song Ji Hyuk, Park Geon Il, Jung Yoon Hak a Yoon Sung Mo. Vystoupili s jejich debutovou písní „Hit“ v KBS Music Bank.
Jak to z názvu vypovídá, tato skupina se chystá explodovat na různých zábavných místech - ukázat svůj talent jako zpěváci, tanečníci a herci. Jejich spolehlivost pramení z dvou a půl roků rozsáhlého tréninku zpívání, tance a hraní. Aby se odlišili od ostatních chlapeckých skupin, Supernova nosí formálně na sobě ležérní oblečení, čímž zdůrazňuje jejich mužskou přitažlivost. Mj. jsou známy pro účinkování v různých videoklipech pro SeeYa a FT Island. Vystupovali i v „Mnet's M!Pick Season 6“.
Supernova byla v roce 2007 MKMF nominována na tyto ceny: „Nejlepší nová mužská skupina“ a „Umělec roku“.
2008
24. července 2008 poprvé skupina navštívila Thajsko a zúčastnila se přehlídek nových skupin a mnoha dalších akcí.
2009
4. září skupina spolupracovala se holčičí skupinou T-ARA kvůli hip-hopové písni „TTL (Time To Love)“. Pro tuto verzi spolupracovali tito členové ze Supernova: GeonIl, KyungSu, JiHyuk a tito členové z T-ARA: SoYeon, HyoMin, EunJung a JiYeon. Během září podporovali píseň na různých hudebních událostech a pořadech. Remixová verze „TTL Listen 2“ byla vydána 9. října a v MV se objevili všichni z obou skupin. I když zbytek členů z obou skupin v této remixové verzi nemá aktivní část, všech 12 se zúčastnili propagace.
V tomto roce skupina debutovala v Japonsku. V září vydala po dobu tří po sobě jdoucích týdnů 3 singly: „Kimidake wo Zutto“, „Hikari“ a „SuperStar ~Reborn~“. První dva singly jsou zbrusu nové verze, zatímco „SuperStar ~Reborn~“ je japonská remixová verze korejského singlu „Superstar“.
21. října vydali své první japonské album s názvem „Hana“.
2010
V lednu vydala Supernova svůj čtvrtý japonský singl „Last Kiss“.
Zúčastnili se jako hosté koncertu v Bangkoku, hlavním městě Thajska.
12. srpna se vrátili do Koreje a vydali jejich teaser k MV písni „On Days That I Missed You (그리운날에)“.
Poté 17. srpna vydali jejich první mini-album „Time to Shine“.
18. srpna konečně vydali celé MV k „On Days That I Missed You (그리운날에)“. Později byla „Shining Star“ vydána k jejich comebacku v j-pop průmyslu.
21. prosince uspořádali v japonské aréně Yokohama koncert „Choshinsei Show 2010“, jehož se zúčastnilo asi 13 tisíc fanoušků.
Na konci roku 2010 všichni členové (YoonHak se neúčastnil, jelikož byl zaneprázdněn natáčením „Love Kimchi“) natočili svoji část v novém lékařském drama „SIGN“ pro SBS. Např. Geon Il si tu zahrál leadera „Seo Yoon Hyung“ populární skupiny „VOICE“, kdy byl zavražděn během koncertu skupiny.
2011
Brzy v roce 2011 se každý člen zaměřil na své sólo aktivity v Koreji a Japonsku.
SungJe byl obsazen do „I really really like you“ spolu s Boram ze skupiny T-ARA.
KwangSoo byl obsazen do sitcomu „Real School“ spolu s těmito členy U-KISS: DongHo, KiSeop a Eli.
SungMo byl obsazen do muzikálu „Coronation Ball“.
Leader YoonHak si zahrál sám sebe v japonském drama „Love Kimchi“, které bylo vysíláno k 70. výročí NHK. Zahrál si také v muzikálu „Finding Kim Jong Wook“ v Koreji. KwangSoo spolu s leaderem byli vybráni do MC vysílání „K-Pop Zine“ od Mnet Japan.
JiHyuk byl také obsazen do dramatu „Bachelor's Vegetable Store“ jako Yoon Ho Jae.
Koncem října narukoval leader YoonHak do armády.
2012
21. března vydal YoonHak japonský singl „Again“.
17. dubna vydala skupina Supernova jejich nové mini-album „Stupid Love“, avšak jako pětičlenná skupina bez leadera, který byl už v této době v armádě.
20. července se SungJu zranil, což zpozdilo comeback o měsíc. SungJu údajně cítil bolest na jeho levé noze, zatímco trénoval.
6. srpna skupina oznámila comeback s jejich singlem „She's Gone (폭풍속으로)“. Další den vydali jejich teaser fotky až na zraněného člena.
9. srpna uspořádali jejich oficiální comeback v M!Countdown. I člen SungJu se účastnil, jelikož si vzal prášky proti bolesti, které dostal kvůli svému zraněnému kotníku.
ČLENOVÉ
http://fthilarious.files.wordpress.com/2011/12/356848520.jpg?w=683
Pravé jméno:Jung Yoonhak (정윤학)
Přezdívky:Spica Yoonhak
Pozice: Leader, zpěvák
Datum narození:2. prosince 1984
Místo narození:Jižní Korea
Vzdělání:Univerzita KyungHee - media, Aichi univerzita v Japonsku
Dovednosti:Japonština, zpěv
Záliby: jazyky, trénink, basketball, řízení
Krevní skupina: 0
Výška: 180cm
Pravé jméno:Kim Sungje (김성제)
Přezdívky: Sirius Sungje
Pozice:hlavní zpěvák a tanečník
Datum narození:17. listopadu 1986
Vzdělání:Univerzita KyungHee - informační komunikace
Dovednosti:tanec, zpěv
Záliby:poslech hudby
Výška: 184cm
Krevní skupina: AB
Pravé jméno:Kim Kwangsoo (김광수)
Přezdívky:Becrux KwangSoo
Pozice:Rapper
Datum narození:22. dubna 1987
Vzdělání:Univerzita JoongAng - Drama
Dovednosti:kendo(japonské umění boje s mečem), lyžování
Záliby:nakupování, hry, sbírání DVD, boty
Krevní skupina: B
Výška: 182cm
Pravé jméno: Yoon Sungmo (윤성모)
Přezdívky: Vega Sungmo
Pozice:hlavní zpěvák
Datum narození:15. června 1987
Vzdělání:Univerzita KyungHee - informační komunikace
Dovednosti:kickbox, kendo, psaní
Záliby: poslech hudby, psaní deníku, kolo
Krevní skupina: 0
Výška: 180cm
Pravé jméno:Song Heonyong (송헌용)
Přezdívky: Acrux Jihyuk
Pozice:zpěvák, rapper
Datum narození:13. července 1987
Vzdělání:Univerzita Sungkyunkwan - herectví
Dovednosti:plavání, jaz tanec
Záliby:poslech hudby, filmy
Krevní skupina: B
Výška: 185cm
Známý jako „šťastné buta (prasátko)“ kvůli své veselé povaze.
Pravé jméno:Park Geonil (박건일)
Přezdívky:Canopus Geonil
Pozice:hlavní rapper a tanečník, maknae(nejmladší)
Datum narození:5. listopadu 1987
Vzdělání:Univerzita Dongkuk - divadlo
Dovednosti:Rap
Záliby:poslech hudby, sbírání bot, sledování filmů
Krevní skupina: B
Výška: 187cm
-je levák, hrdý na své dlouhé nohy a miluje sbírání bot.